# Al-Malik al-Rahim

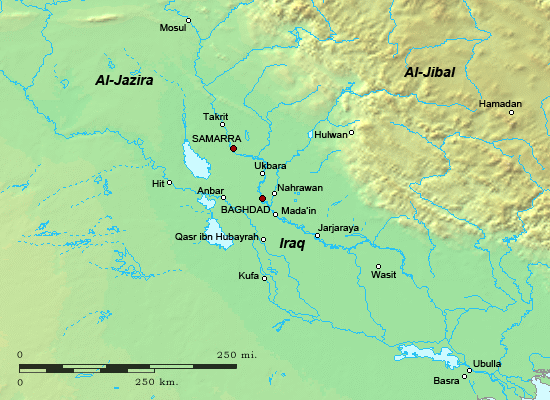
Der Irak im 9. bis ins 11. Jahrhundert

al-Malik ar-Rahim Abu Nasr Chusrau Firuz ibn Marzuban (arabisch الملك الرحيم ابو نصر خسرو فيروز بن مرزبان, DMG al-Malik ar-Raḥīm Abū Naṣr Ḫusrau Fīrūz b. Marzubān, * 1016; † im 11. Jahrhundert) war von Oktober 1048 bis Dezember 1055 der letzte Herrscher der Buyiden im Irak. Er musste dem ersten Seldschuken-Sultan Toghril-Beg weichen und verstarb 1058/59 als dessen Gefangener in Rey. Der Titel al-malik ar-rahim, unter welchem er bekannt wurde und der auf seinen Münzen in der Form schahanschah ar-rahim begegnet, bedeutet „der barmherzige König“. Darüber hinaus führte Chusrau Firuz die Ehrennamen Sultan Din Allah, Malik 'Ibad Allah und Adud li-Chalifat Allah.

## Herrschaftsantritt und innerbuyidische Machtkämpfe
Abu Nasr Chusrau Firuz wurde im Jahr 1016 als Sohn von Imad ad-Din Abu Kalidschar Marzuban geboren. Dieser hatte ab 1044 als Großemir im Irak regiert und zudem Fars und Kirman gehalten. Abu Kalidschar hatte jedoch Schwierigkeiten, seine Herrschaft gegen die nach Westiran vordringenden Seldschuken zu verteidigen. So verlor er Kirman an Qavurd und konnte nicht verhindern, dass sich unter anderem die Kakuyiden in Isfahan der Oberherrschaft Toghril-Begs unterstellten.

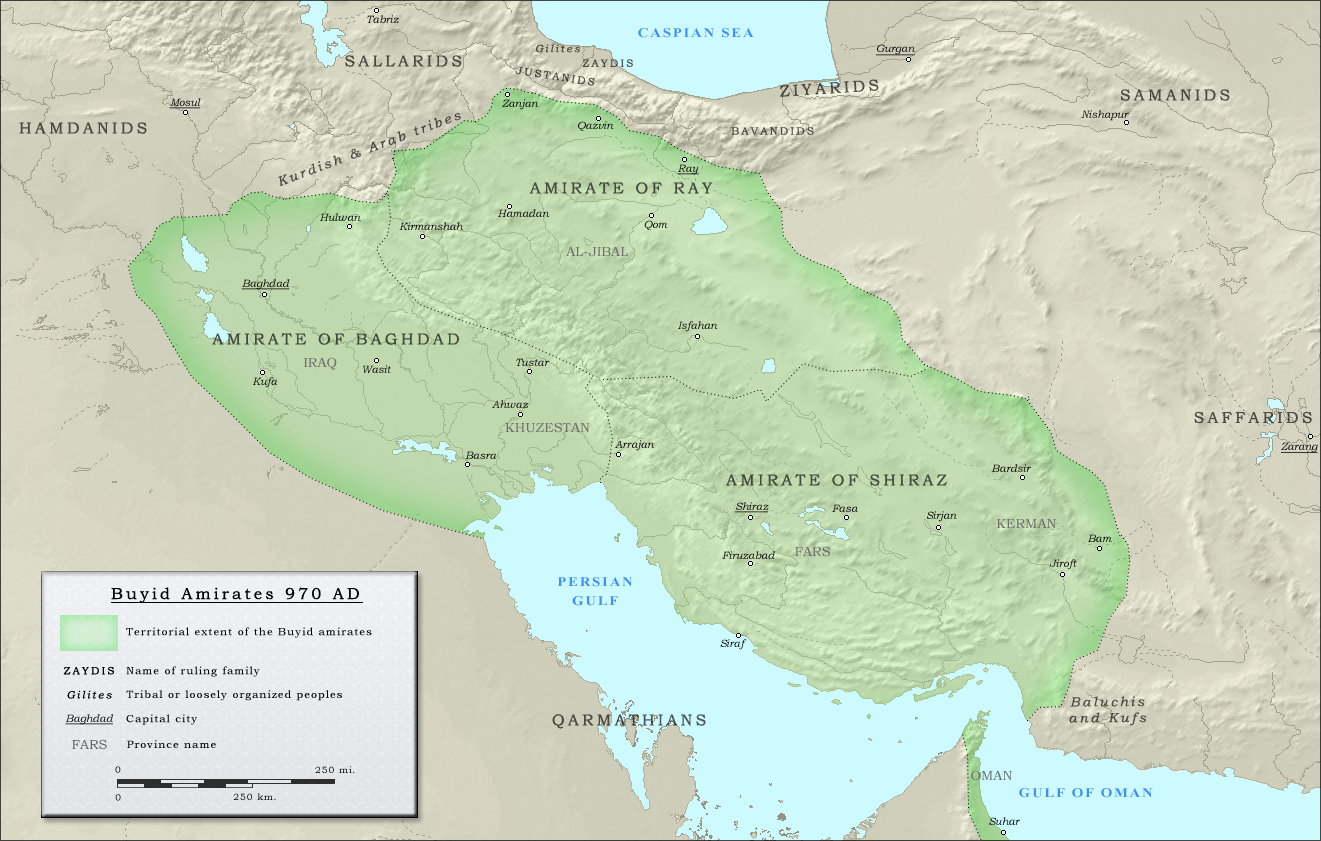
Von den einst ausgedehnten Besitzungen der diversen Buyiden-Linien war um 1050 nicht mehr viel übrig. Nach dem Verlust von Kirman, Oman und Chuzistan (die Dschibal waren schon lange verloren) blieb al-Malik ar-Rahim nur der Irak und zeitweise Fars.

Nach Abu Kalidschars Tod 1048 konnte Chusrau Firuz nur im Irak die Macht übernehmen, wo er in Bagdad residierte und als Wesir Ala ad-Din Abu ’l-Ghana'im Sa'd aus der Fasandschas-Familie einsetzte. Fars fiel an seinen jüngeren Bruder Abu Mansur Fulad Sutun, ohne dass dieser Chusrau Firuz’ Oberhoheit als Großemir anerkannte. Infolgedessen kam es immer wieder zu kräftezehrenden Kämpfen.
Im Jahr 1049 etwa entsandte al-Malik al-Rahim eine von seinem loyalen Bruder Abu Sa'd Chusrau Schah befehligte Armee in Richtung Fars, welche Schiras ein- und Abu Mansur gefangen nahm. Wegen wachsender Feindseligkeiten zwischen Türken und Dailamiten war Abu Sa'd jedoch gezwungen, bald wieder nach Mesopotamien zurückzukehren. Abu Mansur gelang es daraufhin, sich erneut zum Herrscher von Fars aufzuschwingen und al-Malik al-Rahim Teile von Chuzistan abzunehmen. Al-Malik al Rahim konnte Ahvaz sowie Askar Mukram zwar zurückgewinnen, doch musste er wenig später arabische und kurdische Stämme von hier zurückdrängen. Ungefähr zur selben Zeit waren die Besitzungen der Buyiden in Oman für immer verloren gegangen.
Im Jahr 1051 oder 1052 besiegte al-Malik al-Rahim erneut Abu Mansur in Fars. Anschließend setzte er Abu Sa'd Chusrau Schah als Provinzgouverneur ein. Schiras ging jedoch 1053 oder 1054 abermals an Abu Mansur verloren, welcher nun Toghril-Beg als Oberherrn anerkannte. Dennoch verlor auch Abu Mansur Fars 1055 an den Anführer der Dailamiten Fuladh, welcher Schiras eroberte. Fuladh ging ein Abkommen mit al-Malik ar-Rahim ein, dessen Oberherrschaft er anerkannte. Al-Malik ar-Rahim und Abu Sa'd Chusrau Schah trauten ihm allerdings nicht und unterstützten nun lieber Abu Mansur, welcher Schiras zurückgewann und nun auch al-Malik ar-Rahims Autorität anerkannte. Derweil eroberte Toghril-Beg Chuzistan und Aserbaidschan.

## Das Ende der Buyiden im Irak
Toghril-Begs Absicht war es, die Buyiden-Herrschaft zu beenden. Am 17. Dezember 1055 kam er nach Bagdad als Mekkapilger und ließ nach seiner Rückkehr aus Mekka verlauten, dass er die Buyiden bekämpfen werde. Der Abbasidenkalif al-Qa'im, der ursprünglich die schwachen, schiitischen Buyiden gegenüber den starken Seldschuken bevorzugte, obwohl letztere ebenfalls Sunniten waren, erklärte letztendlich, dass Toghril-Beg in der Chutba noch vor al-Malik ar-Rahim genannt werden sollte, und machte somit indirekt den Großemir al-Malik ar-Rahim zu Toghrils Vasallen.
Es war kaum eine Woche vergangen, da beschwerten sich Bewohner von Bagdad bei al-Malik ar-Rahim über plündernde Seldschuken-Soldaten und forderten ihn auf, diese aus der Stadt zu jagen. Toghril lud al-Malik ar-Rahim sodann in sein Heerlager ein, um über den Vorfall zu beraten. Der Buyide sagte zu und begab sich zum Lager. Dort angekommen wurden ihm angebliche Vergeltungsmaßnahmen gegenüber den Truppen der Seldschuken vorgeworfen und er wurde trotz des Protests des Kalifen al-Qa'im festgesetzt. Nach seiner Absetzung regierten die Buyiden nur noch in Fars, doch fand die Dynastie auch hier ein baldiges Ende, als Toghrils Vasall Abu Mansur 1062 vom Fadluya, dem Anführer der Schabankara-Kurden, gestürzt wurde.
Al-Malik ar-Rahim blieb bis zu seinem Tod im Jahr 1058 oder 1059 ein Gefangener der Seldschuken auf der Festung Tabarak bei Rey.